# 遠山茂樹 (社会学者)
遠山 茂樹（とおやま しげき）は、高知大学教育研究部 人文社会科学系 人文社会科学部門教授。国際社会コースグローバル社会プログラムアジア・オセアニア地域プログラムを担当する。研究分野は社会学、情報学。コミュニティ形成（構築）における高度情報化過程（コミュニティ・インフォマティックス）の研究を行う。ノースウェスタン大学の客員研究員。

## 人物・経歴
大学では、共通教育科目として「メディア社会論」（現代人の日常生活に浸透するメディアの存在・役割・影響について、デジタルメディアを中心に考える授業）及び専門科目として「社会ネットワーク論」（社会ネットワーク論の基礎からはじめ、社会ネットワークの影響に関する複数の先行研究を参照しながら、「ネットワーク」の視点から社会を分析・理解する）を担当する。
著書に『越境する人と文化　人文・社会科学をはじめる人のための参考書』、『道空間のポリフォニー』。
論文「災害レジリエンスにおけるパーソナル・ネットワーク特性の影響」では、防災研究に社会ネットワーク理論を応用し、年齢が高いほど防災準備スコア（DPS）が高いことを発見した。これは高齢者になれば防災力が低下するという通念を覆すものである。多くの人とつながっている人ほど多くの支援を得やすく、 防災準備行動においても様々な支援を得やすいがゆえに、防災力が高まることを示した。携帯電話を利用している人は、携帯電話を利用していない人よりも, 防災準備スコア（DPS）が高いことも示された。
1991年 青山学院大学国際政治経済学部国際経営学科卒業。
2001年 東京大学人文社会系研究科社会文化研究専攻博士課程単位取得満期退学。
2012年 第18回情報文化学会賞・片方善治賞を受賞。